# Gul anakonda
För andra betydelser av "Anakonda" och "Anaconda", se Anakonda.
Gul anakonda (Eunectes notaeus) är en orm som tillhör familjen boaormar.

## Kännetecken
Den gula anakondan blir långt ifrån lika stor som grön anakonda (Eunectes marinus), men kan ändå nå en längd på ungefär 300–350 cm för honor och knappa 250 cm för hanar. Även denna art har precis som den gröna anakondan ögonen och näsborrarna ovanpå huvudet för att kunna se och lukta ovanför vattenytan när den ligger gömd med resten av kroppen under vattenytan.

## Utbredning
Den gula anakondan finns i Argentina, Bolivia, Brasilien, Paraguay och Uruguay. Man hittar den i träsk, sumpmarker eller på torra land i närheten av vatten. Det är en ganska ovanlig orm, bland annat på grund av skövlingen av regnskog i dess naturliga habitat. Arten besöker ibland kanaler och dammar som skapades av människor. Den vistas i låglandet och i kulliga regioner upp till 500 meter över havet.

## Ekologi
Stora boaormar som denna kan ligga i bakhåll i flera månader i väntan på föda. Födan består av däggdjur, olika fiskar och ibland mindre kajmaner Vid vattenbrist äter arten även kadaver. Under parningstiden (april–oktober) är det emellertid ändå inte ovanligt att man påträffar gula anakondor när de kommer ut från sina gömställen för att söka sig en partner. Honor lägger inga ägg utan föder levande ungar i mars eller april 160 till 180 dagar efter parningen. Vid en studie registrerades upp till 37 ungar per tillfälle och vid en annan undersökning upp till 65 ungar. Exemplar i fångenskap blev upp till 20 år gamla.

## Hot
Beståndet hotas när våtmarker försvinner. Några individer dödas när de äter husdjur. Hela beståndet bedöms som stabil. IUCN listar arten som livskraftig (LC).